# Běh na 60 metrů
Běh na 60 metrů je po zřídka vypisovaném sprintu na 50 (a v anglosaských zemích i 55) metrů nejkratší sprinterská trať vůbec. Běžně se na mezinárodní úrovni běhá pouze v halové sezóně pod zastřešenou halou. Halový stadion je rozměrově omezen, běžecký ovál mívá délku 200 metrů, z tohoto důvodu je příliš krátký na stometrový sprint, proto se v hale koná pouze zkrácený šedesátimetrový sprint. Důležitá je zde sprinterská výbušnost, běží se vždy s maximálním úsilím od startu až do cíle.

## Rekordy
Současný světový rekord drží časem 6,34 sekundy Američan Christian Coleman, který jej zaběhl v únoru roku 2018. Je tak teprve druhým člověkem v historii, který běžel 60 metrů oficiálně pod hranicí 6,40 s. (po svém krajanovi Maurici Greenovi). V ženské kategorii pak drží světový rekord časem 6,92 sekundy již od roku 1995 Ruska Irina Privalovová. Hranicí světové extratřídy jsou časy pod 6,50 s u mužů a pod 7,10 s u žen. Zajímavé je, že při šedesátimetrovém mezičase na trati 100 m dosahují nejlepší sprinteři ještě lepších časů (např. Usain Bolt při SR 9,58 s údajně proběhl 60. metrem trati za 6,31 s). Ještě o dvě setiny rychlejší (6,29 s.) byl čínský sprinter Bingtian Su při finále běhu na 100 metrů na OH 2020 v Tokiu. Nejlepší sprinterky se zase při běhu na 100 metrů dostanou na 60. metru běhu pod 6,90 s. (rekordním mezičasem je 6,85 s. americké sprinterky Marion Jonesová z Mistrovství světa v atletice v roce 1999).
Tato trať je také úvodní součástí halového sedmiboje mužů (obdoba venkovního desetiboje), kde je šedesátka první disciplínou. Sedmibojařský „rekord“ na této trati drží Američan Chris Huffins skvělým výkonem 6,61 sekundy z roku 1997. České národní rekordy mají hodnotu 6,58 s (František Ptáčník, 1987) a 7,23 s (Klára Seidlová, 2018) v mužské a ženské kategorii respektive.

### Současní světoví rekordmani v hale

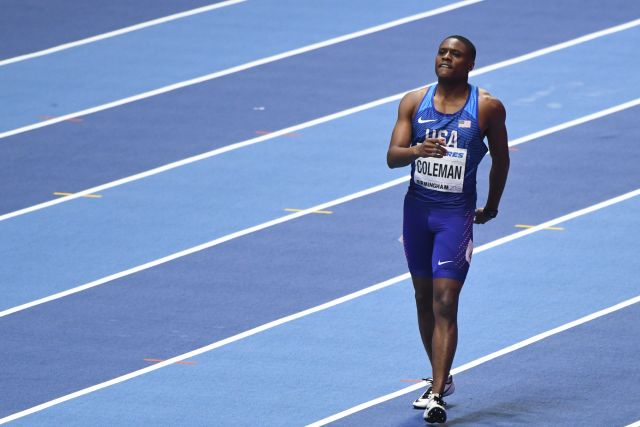
Muži - Christian Coleman 6,34 s
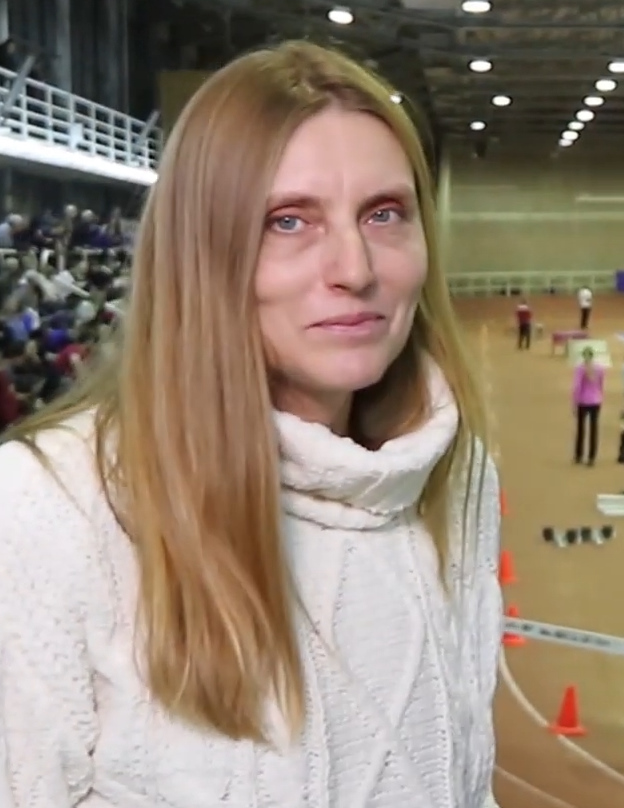
Ženy - Irina Privalovová 6,92 s

## Současné rekordy – hala
| Muži             |              |                   |                    |             |               |
| Rekord           | Výkon (sec.) | Atlet             | Stát               | Město       | Datum rekordu |
| Světový rekord   | 6,34         | Christian Coleman | USA                | Albuquerque | 18. 2. 2018   |
| Evropský rekord  | 6,42         | Dwain Chambers    | Spojené království | Turín       | 7. 3. 2009    |
| Rekord MS        | 6,37         | Christian Coleman | USA                | Birmingham  | 3. 3. 2018    |
| Český rekord     | 6,58         | František Ptáčník | Československo     | Liévin      | 21. 4. 1987   |
| Muži na iaaf.org |              |                   |                    |             |               |

| Ženy             |              |                   |       |         |               |
| Rekord           | Výkon (sec.) | Atletka           | Stát  | Město   | Datum rekordu |
| Světový rekord   | 6,92         | Irina Privalovová | Rusko | Madrid  | 9. 2. 1995    |
| Evropský rekord  | 6,92         | Irina Privalovová | Rusko | Madrid  | 9. 2. 1995    |
| Rekord MS        | 6,95         | Gail Deversová    | USA   | Toronto | 12. 3. 1993   |
| Český rekord     | 7,15         | Karolína Maňasová | Česko | Ostrava | 17. 2. 2024   |
| Ženy na iaaf.org |              |                   |       |         |               |

## Rychlost běhu
V běhu na 60 metrech nemohou sprinteři dosáhnout stejně vysoké průměrné rychlosti jako na delší stovce (protože větší roli zde hraje pomalejší start a úvodní část běhu), přesto jsou průměrné rychlosti při světových rekordech obdivuhodné. Při mužském světovém rekordu 6,34 s činí průměrná rychlost běhu 9,464 m/s (34,07 km/h), při ženském 6,92 s pak 8,671 m/s (31,21 km/h).